# آیرومرین

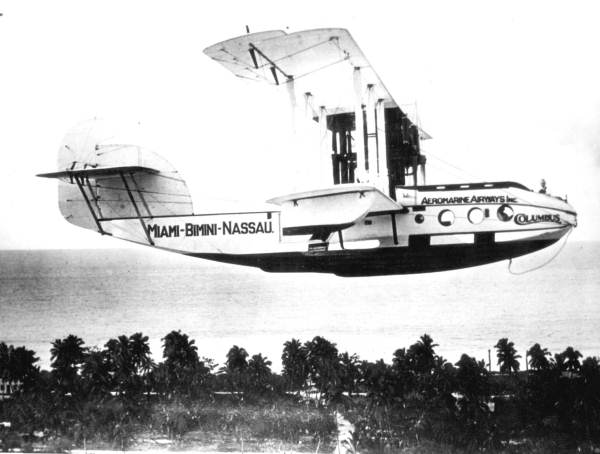
قایق پرنده آیرومرین ۷۵

آیرومرین (انگلیسی: Aeromarine) یک شرکت پیشگام در آمریکا در حوزهٔ هواگرد بود که در سال‌هاس ۱۹۱۴ تا ۱۹۳۰ فعالیت می‌کرد.